# Наводнения в Венеции
Наводне́ния в Венеции (итал. acqua alta) — регулярные, в том числе сезонные подъёмы воды в дельте реки По, Венецианской лагуне, а также в соседних регионах северной Адриатики, которые вызывают затопление значительной части территории Венеции, а также других приморских городов по линии Кьоджа — Триест. Основная причина наводнений — ветровой нагон воды, к которому в последнее время добавился антропогенный фактор (разрушение плавней и активный дренаж заболоченных низин). Приливы и небольшие временные подъёмы уровня воды в прошлом играли благоприятную роль в жизни города, так как они уносили из его каналов сточные воды. Теперь же, когда погружение островов Венецианской лагуны ускорилось, частота наводнений увеличилась, а последствия от них значительно усугубились, поскольку солёная вода разрушает кирпичную кладку, а максимальная высота островов Венеции не превышает 2 м над уровнем моря. Своеобразным индикатором благосостояния города является его самая низкая точка — площадь Сан-Марко. Явления так называемой высокой воды, ранее наблюдавшиеся на площади в среднем 9 раз в году, теперь происходят в среднем 90—100 раз в год.

## Природа наводнений
Наводнения в Северной Адриатике вызываются целым рядом факторов: возникающие на Адриатике циклоны с преобладанием северных ветров вызывают подъём «медленной» нагонной волны Кельвина. Также постепенно сужающаяся к северу акватория Адриатического моря направляет морские волны навстречу двигающимся во встречном направлении водам многочисленных альпийских рек, многие из которых склонны к паводкам в период с октября по январь, когда наступает дождливая средиземноморская зима. Кроме этого, нагон воды могут вызывать ветры сирокко, дующие из Сахары. Так же, как и в Санкт-Петербурге, подъём воды в Венеции усиливается из-за мелководья и пологости дна в Венецианской лагуне. Кроме наводнений в результате нагонной волны, в Венеции происходят и паводковые наводнения, связанные с таянием снегов и проливными дождями, когда стекающая в лагуну с континента вода не может быстро уйти в море из-за трёх узких проливов. Город может относительно безболезненно переносить подъём воды до 1 м выше уровня моря. Однако при подъёме воды в 2 м и более под воду уходит вся суша города.

## Контрмеры
Проект MOSE

## Уровень моря
Уровень моря определяет процент затопления островов Венеции следующим образом:
| Уровень моря | Зона затопления |
| ------------ | --------------- |
| +90 см       | 0,29 %          |
| +100 см      | 3,56 %          |
| +110 см      | 11,74 %         |
| +120 см      | 35,18 %         |
| +130 см      | 68,75 %         |
| +140 см      | 90,19 %         |
| +150 см      | 96,33 %         |
| +160 см      | 99,27 %         |
| +170 см      | 99,74 %         |
| +180 см      | 99,86 %         |
| >+180 см     | 100,00 %        |

26 ноября 2009 года была составлена новая таблица пешеходной доступности города в зависимости от уровня моря:
| Уровень моря | Пешеходная недоступность |
| ------------ | ------------------------ |
| +90 см       | 1,84 %                   |
| +100 см      | 5,17 %                   |
| +110 см      | 14,04 %                  |
| +120 см      | 28,75 %                  |
| +130 см      | 43,15 %                  |
| +140 см      | 54,39 %                  |
| +150 см      | 62,98 %                  |
| +160 см      | 69,43 %                  |
| +170 см      | 74,20 %                  |
| +180 см      | 78,11 %                  |
| +190 см      | 82,39 %                  |
| +200 см      | 86,40 %                  |
| >+200 см     | 100,00 %                 |